# Condado de Greenville
El condado de Greenville (en inglés, Greenville County) es un condado del estado de Carolina del Sur, Estados Unidos. Tiene una población estimada, a mediados de 2022, de 547 950 habitantes.
La sede del condado es Greenville.

## Geografía
Según la Oficina del Censo, el condado tiene un área total de 2061 km², de la cual 2036 km² corresponden a tierra firme y 25 km² están cubiertos de agua.

### Condados adyacentes
- Condado de Henderson, Carolina del Norte - norte
- Condado de Polk, Carolina del Norte - noreste
- Condado de Spartanburg - este
- Condado de Laurens - sureste
- Condado de Abbeville - sur
- Condado de Anderson - suroeste
- Condado de Pickens - oeste
- Condado de Transilvania, Carolina del Norte - noroeste

## Demografía

### Censo de 2020
Según el censo de 2020, en ese momento el condado tenía una población de 525 534 habitantes.
| Raza                   | Núm.    | Porc.  |
| ---------------------- | ------- | ------ |
| Blancos                | 353 260 | 67.22% |
| Afroamericanos         | 88 181  | 16.78% |
| Amerindios             | 2437    | 0.46%  |
| Asiáticos              | 12 981  | 2.47%  |
| Isleños del Pacífico   | 429     | 0.08%  |
| De otras razas         | 31 011  | 7.09%  |
| De una mezcla de razas | 37 235  | 5.90%  |
| Total                  | 525 534 | 100%   |

Del total de la población, el 11.04% eran hispanos o latinos de cualquier raza.

### Censo de 2000
En el 2000, los ingresos promedio de los hogares del condado eran de $41 149 y los ingresos promedio de las familias eran de $50 332. Los ingresos per cápita para el condado eran de $22 081. Los hombres tenían ingresos per cápita por $37 313 frente a los $26 034 que percibían las mujeres. Alrededor del 10.50% de la población estaba bajo el umbral de pobreza nacional.

## Comunidades

### Ciudades
- Fountain Inn (en parte en el condado de Laurens)
- Greenville (sede del condado y ciudad más grande)
- Greer (en parte en el condado de Spartanburg)
- Mauldin
- Simpsonville
- Travelers Rest

### Lugares designados por el censo (census-designated places,CDP)
- Berea
- Caesars Head
- City View
- Connestee
- Dunean
- Five Forks
- Gantt
- Golden Grove
- Judson
- Parker
- Piedmont (en parte en el condado de Anderson)
- Sans Souci
- Slater-Marietta
- Taylors
- The Cliffs Valley
- Tigerville
- Wade Hampton
- Ware Place
- Welcome